# TROS Top 50
De TROS Top 50 was een hitparade die door de TROS op donderdagmiddag werd uitgezonden op Hilversum 3 van 1 juni 1978 tot en met 21 november 1985. (Op 28 november 1985 zond de TROS tussen 14:00 en 18:00 uur het TROS Top 50 Jaaroverzicht 1985 uit op Hilversum 3). Op diezelfde zender werd toentertijd op de woensdagmiddag door de NOS de Nationale Hitparade uitgezonden en op de vrijdagmiddag de Nederlandse Top 40 door Veronica. De hitlijst was tussen juni 1978 en eind november 1985 een van de best beluisterde programma's van de Nederlandse radio met de TROS donderdag; de beste dag op 3 als de best beluisterde dag op Hilversum 3.
Toen de TROS Top 50 eind november 1985 ten einde liep, werd ook de zenderprofilering en herindeling voor de vijf Hilversumse publieke zenders geïntroduceerd. Hilversum 3 veranderde toen per zondag 1 december 1985 in Radio 3. De nummer-1 notering van de allerlaatste TROS Top 50 was Take on Me van A-ha.
Op televisie werd deze hitlijst op Nederland 2 uitgezonden van 13 juni 1978 tot en met 15 december 1980, aanvankelijk iedere week, maar vanaf 7 juni 1979 om de twee weken. Aanvankelijk was de uitzending in een decor van Rockplanet waarbij de artiesten dan zogenaamd in een ruimtevaartuig op Rockplanet landden, er werden ontvangen door de Rockplanetbewoners waaronder het typetje Rocky Knots die nadrukkelijk aanwezig was, zwaaiend met een knuppel, waarna de artiesten hun hit ten gehore brachten. Na afloop stapten ze weer in hun ruimtevaartuig, uitgezwaaid door Rocky Knots. Later ging men over tot een gewone presentatie zoals in AVRO's Toppop. De televisieversie werd gepresenteerd door TROS Hilversum 3 dj's Ferry Maat en/of Tom Mulder. Vanaf de zomer van 1979 werd Ferry Maat vervangen door Ton Poppes. Tot en met 4 juli 1978 werd het programma uitgezonden van 19:12 tot 20:00 uur en vanaf 11 juli 1978 t/m 25 september 1980 van 18:59 t/m 20:00 uur en ten slotte van 6 oktober 1980 t/m de laatste uitzending op 15 december 1980 van 18:59 t/m 19:25 uur.
Tussen eind april 1984 en eind april 1986 werd de hitlijst ook op televisie uitgezonden in het programma Popformule en gepresenteerd door Hilversum 3 / Radio 3 dj Erik de Zwart. (Vanaf 5 december 1985 werd de Nationale Hitparade als hitlijst gehanteerd wegens het stoppen van de TROS Top 50 per 21 november 1985).
De hitlijst werd samengesteld door Bureau Lagendijk uit Apeldoorn en gepresenteerd door Ferry Maat of invallers Ad Roland en Peter van Dam. Vanaf begin 1982 tot en met 4 oktober 1984 presenteerde Kas van Iersel samen met Ferry Maat de hitlijst. Ook Erik de Zwart heeft vanaf 11 oktober 1984 tot en met de laatste uitzending op 21 november 1985 en het TROS Top 50 Jaaroverzicht 1985 op 28 november 1985, de hitlijst samen met Ferry Maat op Hilversum 3 gepresenteerd. (De uren 14:00 -16:00 uur.) Vanaf eind april 1984 tot eind april 1986 werkte hij bij de TROS op 3.
Voor de TROS was de hitlijst in zekere zin een opvolger voor de TROS Europarade. Deze Europese hitlijst bleef men overigens gewoon nog tot 25 juni 1987 uitzenden. De hittip, de Paradeplaat, bleef ook behouden en werd vanaf 1 juni 1978 tot en met 16 oktober 1980 en vanaf medio 1983 t/m 28 november 1985 op de TROS donderdag op Hilversum 3 uitgezonden en vanaf donderdag 5 december 1985 tot en met de allerlaatste TROS donderdag op Radio 3 op 1 oktober 1992. Vanaf 5 oktober 1992 tot mei 2008 werd de tipplaat door Radio 2 uitgezonden.
Vanaf 1 december 1985 (het moment dat de zenderprofilering van kracht werd en Hilversum 3 van naam veranderde naar Radio 3) zond de TROS zeven jaar lang de Nationale Hitparade uit, totdat deze publieke hitlijst per zondag 7 februari 1993 plaats maakte voor de Mega Top 50 en van 1997 tot en met 2002 de Mega Top 100 was. Vanaf 1 mei 2004 zond de TROS (vanaf 1 januari 2014 AVROTROS) op de zaterdagmiddag op NPO 3FM de Mega Top 30 (voorheen: Mega Top 50) uit. Per 15 januari 2022 verhuisde de uitzending van de Mega Top 30 wegens de invoering van een nieuwe programmering naar de vrijdagmiddag tussen 16:00 en 18:00 uur. Op 2 september 2022 is de Mega Top 30 voor de laatste keer uitgezonden op NPO 3FM en per zaterdag 17 september 2022 opgevolgd door De Verlanglijst.

## Gedrukte exemplaren
Deze hitparade verscheen vanaf de eerste uitzending op 1 juni 1978 ook in gedrukte vorm. Hierop stonden naast het radioprogramma overzicht van de TROS donderdag op Hilversum 3 tevens de tipplaat TROS Paradeplaat en TROS Parade LP van de week vermeld.